# Яблунець (станція)
Яблунець — проміжна залізнична станція 4-го класу Коростенської дирекції Південно-Західної залізниці на електрифікованій лінії Коростень — Звягель I між станціями Ушиця (12 км) та Вірівка (10 км). Розташована в однойменному смт Звягельського району Житомирської області.

## Історія
Станція відкрита 1916 року. У 2006 році електрифікована змінним струмом (~25 кВ) в складі дільниці Коростень — Звягель I.

## Пасажирське сполучення
На станції Яблунець зупиняються всі приміські поїзди та деякі пасажирські поїзди далекого сполучення.